# Syntrechalea tenuis
Espèce
Synonymes
- Syntrechalea porschi Reimoser, 1939

Syntrechalea tenuis est une espèce d'araignées aranéomorphes de la famille des Trechaleidae.

## Distribution
Cette espèce se rencontre du Mexique au Brésil.

## Description
La carapace du mâle décrite par Carico en 2008 mesure 3,1 mm de long sur 3,0 mm de large et l'abdomen 4,2 mm de long et celle de la femelle 3,0 mm de long sur 3,0 mm de large et l'abdomen 3,5 mm de long.

## Publication originale
- F. O. Pickard-Cambridge, 1902 : Arachnida - Araneida and Opiliones. Biologia Centrali-Americana, Zoology, London, vol. 2, p. 313-424 (texte intégral).